# 約塔運河

約塔運河盾徽

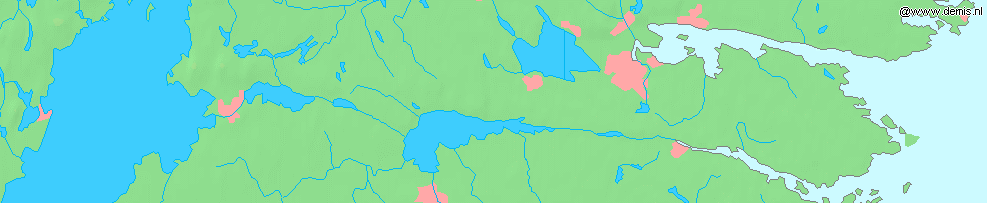
韋特恩河和波羅的海之間的約塔運河

約塔運河（Göta kanal）是瑞典約塔蘭的運河，於19世紀初建造。由這條運河為主體的水道途經維納恩湖和韋特恩湖，延伸至約塔河和特羅爾海特運河（Trollhätte kanal），把卡特加特海峽城市哥德堡和波羅的海城市南雪平連接起來。
運河本身長190.5公里，其中87.3公里為挖掘和爆破而成，闊由7至14公里不等，最深處約3公里。它共有58個水閘，能容納長32米、闊7米、吃水2.8米的船隻。

## 歷史

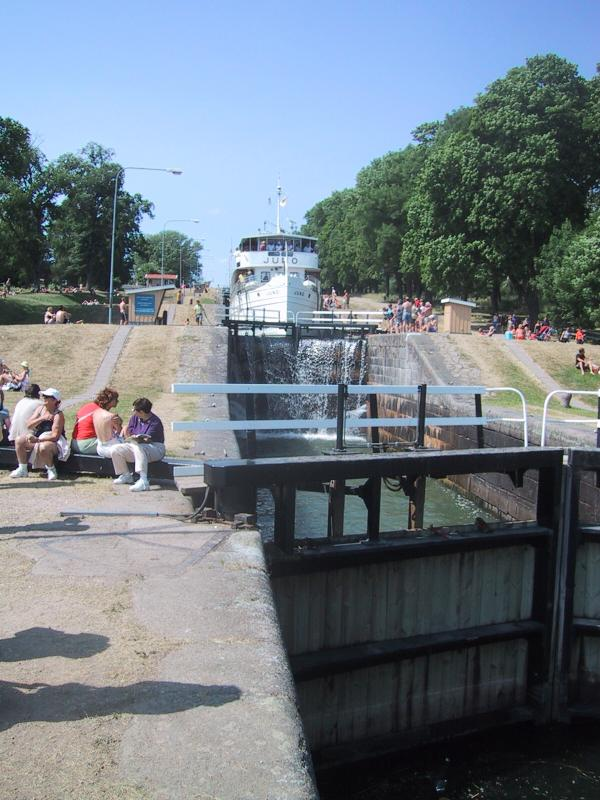
林雪平附近小鎮貝里的水閘，正在下降至羅克森湖

最早於1516年提出在瑞典南部建造運河的人是林雪平主教漢斯·布拉斯克（Hans Brask），但真正把這構想執行的，是19世紀瑞典海軍的德意志裔軍官波爾查·馮·普拉頓（Baltzar von Platen）。他統籌興建計劃，並尋求政治和財政支持。他的計劃受政府大力支持，尤其是視運河為現代化基礎的新國王卡爾十三世。馮·普拉頓本人在1806年讚揚運河的現代化理念，說這「貫穿全國的航道」會造福礦業、農業和其他工業 。
建造計劃於1810年4月11日正式啟動，預算為2千4百萬瑞典圓。這是當時有史以來最大型的土木工程計劃，歷時22年，共動用58000名工人之力而成。很多人才和儀器都需從外國購進，特別是當時全世界運河技術最先進的英國。蘇格蘭土木工程師托瑪斯·特爾福德（Thomas Telford）制訂了運河的初步計劃，然後在1810年親自來到瑞典督工。很多英國工程師和工匠，都帶同大量儀器協助興建，其中包括一些簡單儀器，如尖鋤、鏟和獨輪車 。
約塔運河於1832年正式啟用，而波爾查·馮·普拉頓在運河啟用前3年就死了。然而，這運河並沒為經濟帶來好處。瑞典鐵路運輸在1855年出現後，運河的地位就被取代了，因為火車既可以更快攜帶更多乘客和貨物，又毋須在冬季的五個月間停駛。1870年代時，使用運河的只剩下三種不須快速運送的貨物：林木產品、煤炭和礦石。運貨量自此減少，而且從沒有復元過。

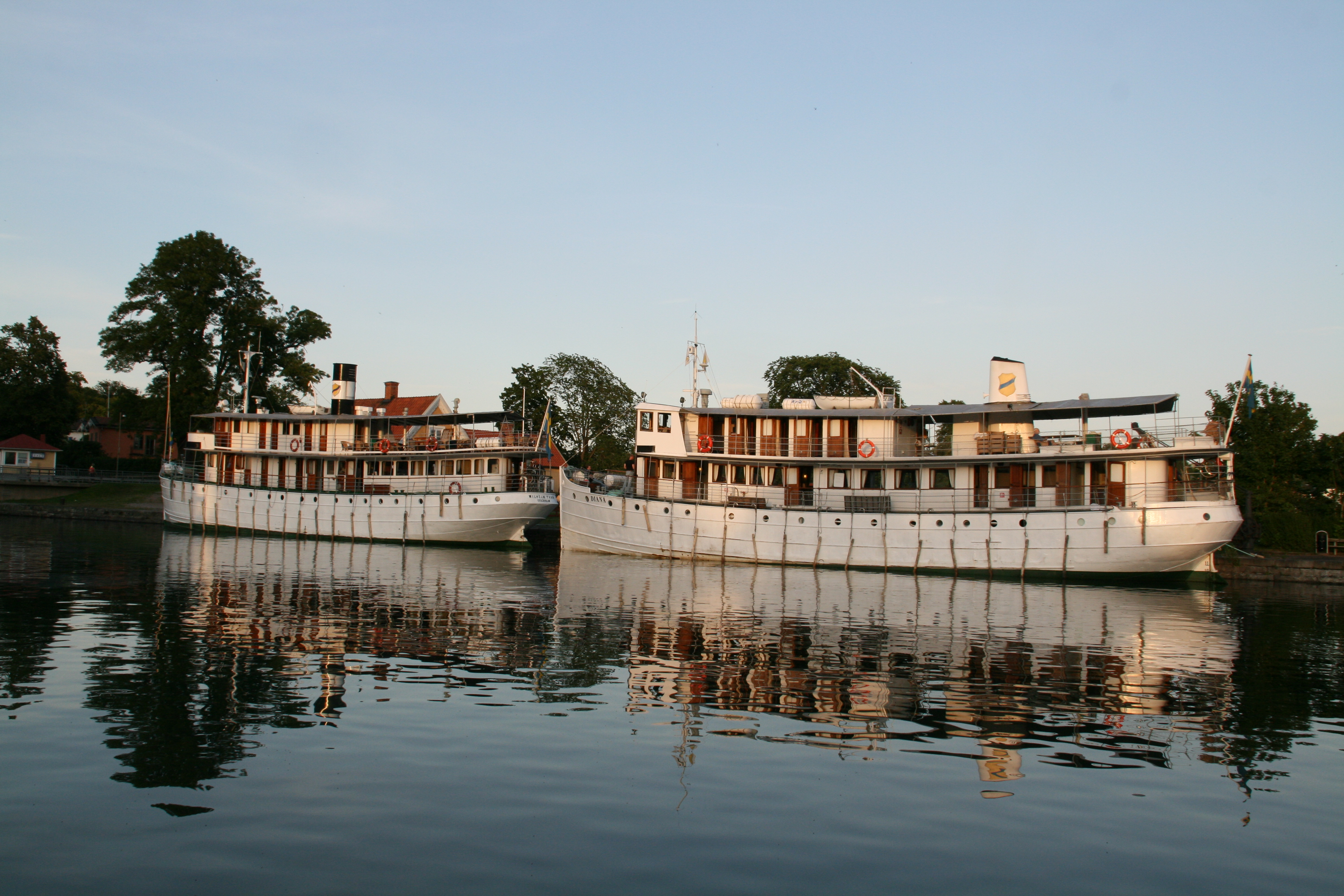
穆塔拉港部分的運河

興建運河的其中一個原因是，使所有通過瑞典和丹麥之間的厄勒海峽的船隻，都能免除丹麥-挪威徵收的昂貴費用（厄勒海峽通行費，Öresundstullen）。運河落成後，往返波羅的海的船隻可以繞過厄勒海峽，不用再被丹麥徵費。1851年，富豪安德烈·奧斯卡· 瓦倫貝里（André Oscar Wallenberg）成立新公司，通過運河運送貨物往返英格蘭和聖彼得堡。但是，這公司只來回過聖彼得堡和赫爾兩次，不久英俄就因爆發克里米亞戰爭而中止貿易。戰後，歐洲強國迫使丹麥停止徵收厄勒海峽通行費，使約塔運河立時失去代替厄勒海峽的用途。
約塔運河建造期間，穆塔拉工場（Motala Verkstad）在穆塔拉成立，以生產開鑿運河所需的起重機和蒸汽動力挖泥船。這工場有時被稱為「瑞典工程業的搖籃」。運河啟用後，穆塔拉工場為新興的鐵路運輸生產儀器、機車和車輛，開始鐵路工程的傳統，流傳至今日的瑞典鐵路工廠股份公司（Aktiebolaget Svenska Järnvägsverkstäderna，ASJ）。

## 現代用途
有部份運河依然用作運輸貨物，但主要用途是旅遊業和悠閒景點，被稱為「瑞典的藍絲帶」（Sveriges blå band）。每年大約有2百萬人在船上遊覽約塔運河。

## 船閘
從瑞典東岸至維納恩湖的水閘包括：
（包括每個水閘的高度（米））
- Mem, 3
- Tegelbruket, 2.3
- Söderköping, 2.4
- Duvkullen nedre, 2.3
- Duvkullen övre, 2.4
- Mariehov nedre, 2.1
- Mariehov övre, 2.6
- Carlsborg nedre, 5.1
- Carlsborg övre, 4.7
- Klämman, 開放
- Hulta, 3.2
- Bråttom, 2.3
- Norsholm, 0.8
- Carl Johans slussar（共7個水閘）, 18.8
- Oskars slussar, 4.8
- Karl Ludvig Eugéns slussar, 5.5
- Brunnby, 5.3
- Heda, 5.2
- Borensberg, 0.2
- Borenshult, 15.3
- Motala, 0.1

韋特恩湖（海拔88米）
- Forsvik, 3.5

維肯湖（運河最高點）
- Tåtorp, 0.2
- Hajstorp övre, 5.0
- Hajstorp nedre, 5.1
- Riksberg, 7.5
- Godhögen, 5.1
- Norrkvarn övre, 2.9
- Norrkvarn nedre, 2.9
- Sjötorp 7-8, 4.6
- Sjötorp 6, 2.4
- Sjötorp 4-5, 4.8
- Sjötorp 2-3, 4.8
- Sjötorp 1, 2.9

途經維納恩湖（海拔44米）後，連接特羅爾海特運河至哥德堡和瑞典西岸。

## 外部連結
- 約塔運河 （页面存档备份，存于）─官方網站